# Idioma balengue
La lengua balengue, molengue o lengue es una lengua hablada por los balengues, al sur de Guinea Ecuatorial.
Es una lengua minoritaria. Está clasificada, al menos parcialmente, en la familia bantú. Según Ethnologue, estaría incluida en el subgrupo B del bantú noroccidental. Echegaray la incluye específicamente en el grupo sheke, emparentándola con el idioma itemu y con el idioma nviko.
Es usada en la franja costera que vá desde Punta Nguba, hasta la frontera con Gabón. Su uso, sin embargo, es únicamente oral. Hasta la fecha, no se conoce ningún texto escrito o diccionario de la lengua balengue.